# Liste des châteaux d'East Renfrewshire

Situation de l'East Renfrewshire au sein de l'Écosse.

Cette liste recense les principaux châteaux du council area d'East Renfrewshire en Écosse.
| Nom                 | Type        | Date        | Condition               | Propriétaire | Localisation                               | Notes                 | Image           |
| ------------------- | ----------- | ----------- | ----------------------- | ------------ | ------------------------------------------ | --------------------- | --------------- |
| Château de Caldwell |             |             | Seule une tour subsiste | Privé        | Uplawmoor, 55° 45′ 18″ N, 4° 31′ 38″ O     | Restauré              |                 |
| Château de Mearns   | Maison-tour | XVe siècle  | Transformé en église    |              | Newton Mearns, 55° 46′ 07″ N, 4° 18′ 32″ O | Classé en catégorie A |                 |
| Château de Polnoon  | Maison-tour | XIVe siècle | Disparu                 | Privé        | Eaglesham, 55° 44′ 22″ N, 4° 16′ 24″ O     |                       | Polnoon en 2009 |